# شبرق ثعلبي
الشبرق الثعلبي (باللاتينية: Ononis alopecuroides) نوع نباتي ينتمي إلى جنس الشبرق من الفصيلة البقولية.

## الموئل والانتشار
موطنه بلاد الشام والمغرب العربي وبعض مناطق جنوب أوروبا.